# نجا جنوبية
نجا جنوبية (الاسم العلمي:Najas australis) هي نوع من النباتات تتبع جنس النجا من فصيلة الحب المائية.